# Escorxador Municipal de Calella
L'Escorxador Municipal de Calella és una obra del municipi de Calella (Maresme) inclosa en l'Inventari del Patrimoni Arquitectònic de Catalunya.

## Descripció
Construcció coetània al mercat municipal i a la biblioteca de la vila. Malgrat la senzillesa de la construcció cal fer notar la forma corba e les obertures, com una mostra de la influència del modernisme a l'estil noucentista i concretament a les obres públiques i de serveis. Projectada per Jeroni Martorell, arquitecte municipal de la vila, ha sofert diverses modificacions i reformes per incrementar-ne la seva capacitat.